# Walter Zimmermann (kompozytor)
Walter Zimmermann (ur. 15 kwietnia 1949 w Schwabach) – niemiecki kompozytor.

## Życiorys
W dzieciństwie uczył się gry na fortepianie, skrzypcach i oboju, komponować zaczął w wieku 12 lat. W latach 1968–1970 był uczniem Wernera Heidera w Norymberdze, współpracował też jako pianista z grupą ars-nova-ensemble. W latach 1970–1973 studiował u Mauricio Kagela na Kurse für Neue Musik w Kolonii, u Otto Laskego w Institut voor Sonologie w Utrechcie oraz u Jaapa Kunsta na Uniwersytecie Utrechckim. W latach 1974–1976 przebywał w Stanach Zjednoczonych, gdzie studiował muzykę komputerową w Alexander Hamilton Institute w Nowym Jorku oraz prowadził badania nad muzyką Indian północnoamerykańskich. W 1977 roku założył w Kolonii Beginner-Studio. W 1982 i 1984 roku był wykładowcą Międzynarodowych Letnich Kursów Nowej Muzyki w Darmstadcie. Wykładał w konserwatorium w Liège (1980–1984), Koninklijk Conservatorium w Hadze (1988) i Hochschule für Musik w Karlsruhe (1990–1992). Od 1993 roku wykładał w Hochschule für Musik w Berlinie. W 2006 roku został przyjęty na członka berlińskiej Akademie der Künste.
W 1992 roku współorganizował we Frankfurcie nad Menem festiwal Anarchic Harmony z okazji 80. rocznicy urodzin Johna Cage’a. Otrzymał Förderpreis przyznawaną przez miasto Kolonia (1980), I nagrodę na festiwalu Ensembla w Mönchengladbach (1981), Prix Italia (1988) i Schneider-Schott-Musikpreis (1989). Opublikował prace Desert Plants (Vancouver 1976) i Insel Musik (Kolonia 1985), był też redaktorem zbioru esejów Mortona Feldmana.

## Twórczość
Skomponował m.in. Akkordarbeit na orkiestrę (1971), Beginner’s Mind na fortepian (1975), Lokale Musik na różne obsady (1977–1981), Ländler-Topographien na orkiestrę (1979), Die Blinden na 12 śpiewaków i 9 instrumentów (1984), Über die Dörfer na solistów, 3 chóry i organy (1986), Ataraxia na fortepian i orkiestrę (1988), The Echoing Green na skrzypce i fortepian (1989), operę Hyperion (1989–1990), Diastasis/Diastema na 2 orkiestry i dyrygenta (1991–1992), teatr muzyczny Oedipus Coloneus (1995), Clinamen I–VI na 6 grup orkiestrowych (1996–2001), Seiltänze na wiolonczelę i orkiestrę (2002–2004), cykl pieśni Colla voce (2003–2007), Voces Abandonadas na fortepian (2005–2006).
Jako twórca dystansował się od związków z którymkolwiek z prądów muzycznej awangardy. Nawiązywał do myśli twórczej Johna Cage’a i Mortona Feldmana. Inspiracji poszukiwał w dziełach literackich i filozoficznych, pismach muzycznych, tradycjach lokalnych i pismach naukowych, do których poszukiwał dopiero później ekwiwalentów muzycznych. Odrzucał sposób myślenia o muzyce i komponowania oparty na apriorycznych jakościach muzycznych.